# Dipaenae moesta
Dipaenae moesta är en fjärilsart som beskrevs av Walker 1854. Dipaenae moesta ingår i släktet Dipaenae och familjen björnspinnare. Inga underarter finns listade i Catalogue of Life.